# Віктор Раск
Віктор Емануель Мартін Раск (швед. Victor Emanuel Martin Rask; 1 березня 1993, м. Лександ, Швеція) — шведський хокеїст, центральний/правий нападник. Виступає за «Фрібур-Готтерон» в Національній лізі А.
Вихованець хокейної школи ХК «Лександ». Виступав за ХК «Лександ», «Калгарі Гітмен» (ЗХЛ), «Шарлотт Чекерс» (АХЛ).
Станом на лютий 2023 року в чемпіонатах НХЛ — 506 матчів (89+134), у турнірах Кубка Стенлі — 7 матчів (0+0).
У складі національної збірної Швеції учасник чемпіонату світу 2015 (8 матчів, 3+1); учасник EHT 2015 (2 матчі, 0+0). У складі молодіжної збірної Швеції учасник чемпіонатів світу 2012 і 2013. У складі юніорської збірної Швеції учасник чемпіонатів світу 2010 і 2011.
Досягнення
- Переможець молодіжного чемпіонату світу (2012), срібний призер (2013).
- Срібний призер юніорського чемпіонату світу (2010, 2011).
- Чемпіон світу в складі національної збірної Швеції 2017.